# Thomas Sykora
Thomas Sykora (n. 18 mai 1968, Tulln an der Donau, Austria Inferioară, Austria) este un schior alpin ce a reprezentat Austria, medaliat olimpic. A participat la o ediție a Jocurilor Olimpice (1998) în care a câștigat o medalie de bronz.

## Participări
Lista de mai jos prezintă principalele competiții la care a participat Thomas Sykora de-a lungul carierei.
- alpine skiing at the 1998 Winter Olympics – men's slalom[*]